# Ichthyoxenus sinensis
Ichthyoxenus sinensis là một loài chân đều trong họ Cymothoidae. Loài này được Shen miêu tả khoa học năm 1940.